# Distrikt Suyckutambo
Der Distrikt Suyckutambo liegt in der Provinz Espinar in der Region Cusco in Südzentral-Peru. Der am 17. März 1961 gegründete Distrikt hat eine Fläche von 628 km². Beim Zensus 2017 lebten 1766 Einwohner im Distrikt. Im Jahr 1993 lag die Einwohnerzahl bei 3061, im Jahr 2007 bei 2796. Sitz der Distriktverwaltung ist die am linken Flussufer des Río Callumani auf einer Höhe von 4801 m gelegene Ortschaft Virginniyoc mit 414 Einwohnern (Stand 2017). Virginniyoc liegt knapp 35 km südwestlich der Provinzhauptstadt Yauri. Für Reisen in die Region ist das Klima zwischen April und Oktober am günstigsten.

## Geographische Lage
Der Distrikt Suyckutambo liegt im Andenhochland im äußersten Südwesten der Provinz Espinar. Der Río Apurímac durchquert den Distrikt in nördlicher Richtung. Dessen linker Nebenfluss Río Sañu verläuft entlang der nördlichen Distriktgrenze. Die Flüsse Río Callumani und Río Cerritambo, Nebenflüsse des Río Apurímac, entwässern einen Großteil des Areals. Die Schluchten der drei Flüsse, die sich in einem Abstand von etwa 250 m treffen, bilden das 2017 gegründete regionale Schutzgebiet Tres Cañones.
Der Distrikt Suyckutambo grenzt im Norden an den Distrikt Coporaque, im Südosten an den Distrikt Tisco sowie im Südwesten an den Distrikt Caylloma (die beiden letztgenannten liegen in der Provinz Caylloma).